# Гонка (фильм, 2013)
«Гонка» (англ. Rush) — спортивно-историческая драма режиссёра Рона Ховарда. Картина основана на реальных событиях, произошедших в чемпионате мира среди гонщиков «Формулы-1» сезона 1976 года. Получила две номинации на премию «Золотой глобус», в том числе как лучший драматический фильм года. Главные роли исполняют Крис Хемсворт и Даниэль Брюль.

## Сюжет
Фильм основан на реальной истории противостояния двух гонщиков «Формулы-1»: австрийца Ники Лауды и британца Джеймса Ханта.
В центре сюжета — чемпионат гонщиков «Формулы-1» сезона 1976 года. Прошлогодний чемпион мира, Лауда, в начале сезона считался абсолютным фаворитом турнира, особенно после перехода Эмерсона Фиттипальди из команды «Макларен» в Fittipaldi. На место Фиттипальди приглашают молодого и перспективного Ханта. Бо́льшую часть сезона Лауда лидирует в зачёте гонщиков, однако его тяжёлая авария на Гран-при Германии вносит коррективы в расстановку сил. Несмотря на серьёзные ожоги головы, Лауда возвращается за руль уже через несколько недель и вновь вступает в спор за титул.
Судьба чемпионства решается в последней гонке сезона на Гран-при Японии. Перед стартом проходит сильный дождь, и Лауда, проехав два круга, сходит с дистанции из-за практически нулевой видимости, не желая погибнуть за рулём. Хант, до 61 круга лидировавший в гонке, за 5 кругов до финиша заезжает в боксы и возвращается на трассу на 5-м месте, которое бы принесло титул чемпиона мира Лауде. За оставшееся время Хант обгоняет Алана Джонса и Клея Регаццони, финиширует третьим и завоёвывает чемпионский титул с отрывом в одно очко.
После получения титула чемпиона мира Хант начинает прожигать жизнь, объясняя это тем, что «жизнь не нужна без удовольствий». Лауда же начинает увлекаться авиацией.
В конце фильма рассказывается о дальнейшей судьбе героев: через некоторое время Хант бросает гонки и становится телеведущим, а Лауда — снова чемпионом мира. В 1993 году 45-летний Хант умирает от сердечного приступа.

## В ролях
| Актёр                 | Роль                              |
| --------------------- | --------------------------------- |
| Крис Хемсворт         | Джеймс Хант                       |
| Даниэль Брюль         | Ники Лауда                        |
| Оливия Уайлд          | Сьюзи Миллер, жена Джеймса Ханта  |
| Александра Мария Лара | Марлен Кнаус, жена Ники Лауды     |
| Пьерфранческо Фавино  | Клей Регаццони                    |
| Натали Дормер         | Джемма                            |
| Кристиан Маккэй       | лорд Александр Хескет             |
| Антти Хакала          | Ханс-Йоахим Штук                  |
| Алессандро Де Марко   | Даниэле Аудетто                   |
| Роб Остин             | Брет Ланджер                      |
| Иларио Калво          | Лука Кордеро ди Монтедземоло      |
| Зак Эйсаку Ниидзато   | Масахиро Хасэми                   |
| Джейми Сивес          | механик команды «BRM»             |
| Кристиан Солимено     | Артуро Мерцарио                   |
| Ли Николас Харрис     | американский врач                 |
| Ксавьер Лорен         | Патрик Депайе                     |
| Натанджон Картер      | представитель компании «Goodyear» |
| Ричард Хердман        | итальянский полицейский           |
| Джейми де Курси       | Харви Постлтуэйт                  |
| Эрих Редман           | немецкий журналист                |
| Алистер Петри         | Стирлинг Мосс                     |
| Ники Лауда            | камео                             |

## Съёмки
После репетиционного и подготовительного периода, 22 февраля, съёмочная группа приступила к основным съёмкам. Большая их часть проходила в Великобритании, Германии и Австрии, на территории автодромов «Кадвэл Парк», «Брэндс-Хэтч», «Нюрбургринг». Одним из основных съёмочных мест являлся бывший аэродром Блэкбуш.
На время съёмок к услугам создателей была представлена как оригинальная техника команд «Формулы-1», так и её рабочие копии. Кроме того, во время съёмок создатели фильма консультировались с действующими гонщиками и руководителями команд.

## Саундтрек
| №   | Название                         | Исполнитель  | Длительность |
| --- | -------------------------------- | ------------ | ------------ |
| 1.  | «1976»                           | Ханс Циммер  | 3:00         |
| 2.  | «I Could Show You If You'd Like» | Ханс Циммер  | 0:46         |
| 3.  | «I Hear You Knocking»            | Дэйв Эдмундс | 2:49         |
| 4.  | «Stopwatch»                      | Ханс Циммер  | 1:31         |
| 5.  | «Into the Red»                   | Ханс Циммер  | 3:16         |
| 6.  | «Budgie»                         | Ханс Циммер  | 1:28         |
| 7.  | «Scuderia»                       | Ханс Циммер  | 0:55         |
| 8.  | «Gimme Some Lovin'»              | Стив Уинвуд  | 2:59         |
| 9.  | «Oysters in the Pits»            | Ханс Циммер  | 1:06         |
| 10. | «20%»                            | Ханс Циммер  | 1:02         |
| 11. | «Dyna-mite»                      | Mud          | 2:58         |
| 12. | «Watkins Glen»                   | Ханс Циммер  | 1:51         |
| 13. | «Loose Cannon»                   | Ханс Циммер  | 0:37         |
| 14. | «The Rocker»                     | Thin Lizzy   | 5:16         |
| 15. | «Car Trouble»                    | Ханс Циммер  | 2:38         |
| 16. | «Glück»                          | Ханс Циммер  | 1:14         |
| 17. | «Nürburgring»                    | Ханс Циммер  | 5:35         |
| 18. | «Inferno»                        | Ханс Циммер  | 3:32         |
| 19. | «Mount Fuji»                     | Ханс Циммер  | 3:45         |
| 20. | «For Love»                       | Ханс Циммер  | 2:50         |
| 21. | «Reign»                          | Ханс Циммер  | 3:07         |
| 22. | «Fame»                           | Дэвид Боуи   | 4:18         |
| 23. | «Lost But Won»                   | Ханс Циммер  | 6:18         |
| 24. | «My Best Enemy»                  | Ханс Циммер  | 2:34         |

Музыка, появившаяся в фильме и трейлерах, но не включенная в саундтрек.
| # | Название                             | Исполнитель(ли)  |
| - | ------------------------------------ | ---------------- |
| 1 | «Mama Weer All Crazee Now»           | Slade            |
| 2 | «Sono Una Donna, Non Sono Una Santa» | Rosanna Fratello |
| 3 | «Sad Sweet Dreamer»                  | Sweet Sensation  |
| 4 | «Many Rivers to Cross»               | Джимми Клифф     |
| 5 | «Ê Baiana»                           | Клара Нунес      |
| 6 | «I Can’t Stop»                       | Flux Pavilion    |

## Маркетинг
BBC Two выпустил в эфир документальный фильм Hunt vs. Lauda: F1’s Greatest Racing Rivals 14 июля 2013 года. В документальном фильме подробно рассматривается соперничество между Хантом и Лаудой, в котором представлены интервью с Лаудой и бывшими членами экипажа Команд McLaren и Ferrari.
Общество Ferrari & the Cinema совместно организовали показ фильма в кинотеатрах Chelsea Clearview в Нью-Йорке 18 сентября 2013 года. Крис Хемсворт присутствовал на показе.

## Награды и номинации
- 2014 — две номинации на премию «Золотой глобус»: лучший фильм — драма, лучшая мужская роль второго плана (Даниэль Брюль).
- 2014 — премия BAFTA за лучший монтаж (Дэниел Хэнли, Майк Хилл), а также три номинации: лучший британский фильм (Эндрю Итон, Рон Ховард, Питер Морган), лучшая мужская роль второго плана (Даниэль Брюль), лучший звук.
- 2014 — две номинации на премию Гильдии киноактёров США: лучшая мужская роль второго плана (Даниэль Брюль), лучшая работа каскадёров.
- 2014 — 4 номинации на премию «Сатурн»: лучший фильм в жанре экшен/приключения, лучшая мужская роль второго плана (Даниэль Брюль), лучший монтаж (Дэниел Хэнли, Майк Хилл), лучший грим (Фэй Хэммонд, Марк Кулье, Кристен Чалмерс).

## Критика
Фильм «Гонка» получил в целом положительные отзывы.
На сайте Rotten Tomatoes его пользовательский рейтинг составляет 88 % на основании 79 тысяч оценок и рейтинг кинокритиков 88 % на основании 227 рецензий, а его консенсус гласит: 

«Отполированный, блестящий, хорошо смазанный механизм», «Гонка» — это прекрасно сделанная спортивная драма с последовательностью волнующих гонок и хорошей игрой Криса Хемсворта и Даниэля Брюля".Оригинальный текст (англ.)A sleek, slick, well-oiled machine, Rush is a finely crafted sports drama with exhilarating race sequences and strong performances from Chris Hemsworth and Daniel Brühl.
Другой агрегатор рецензий, Metacritic, который присваивает нормализованный рейтинг, на основании 43 рецензий присвоил «Гонке» рейтинг 75 из 100.
Ники Лауда в целом был доволен фильмом и сказал:

 «Когда я увидел фильм в первый раз, я был впечатлен. Никаких голливудских изменений не было или же в изменённом было лишь немного „Голливуда“. Всё было очень точно. И это было для меня очень приятной неожиданностью».Оригинальный текст (англ.)When I saw it the first time I was impressed. There was no Hollywood changes or things changed a little bit Hollywood-like. It is very accurate. And this really surprised me very positively.